# Abel Reenstierna
Abel Reenstierna, född 1665, död 4 december 1723 i Stockholm, var hovjunkare och affärsman. Han var son till Jakob Reenstierna och Elisabeth Kock (Cronström).

## Biografi
Abel Reenstierna föddes 1665. Han var son till Jakob Reenstierna och Elisabeth Kock (Cronström). Reenstierna blev student vid Uppsala universitet 28 september 1672 och var hovjunkare hos Karl IX.
När hans far dog ärvde han en andel i mässingsbruket i Norrköping. I samband med äldre brodern Markus död 1694 löste han ut sina syskons andelar i bruket. 1695 köpte han mässingsbruket vid Nacka ström. Från 1694 arrenderade han Skultuna Messingsbruk och från 1696 Vällinge mässingsbruk genom bulvaner. Genom lån till ägaren lyckades han få kontroll över halva Gusums mässingsbruk och var därigenom dominerande inom svensk mässingsindustri, endast Bjurfors och Nyköpings mässingsbruk stod utanför hans kontroll. För att kunna göra uppköpen var Reenstierna tvungen att låna upp stora summor. Han hade högtflygande planer på att genom sin kontroll av mässingsmarknaden kunna höja priset. Vid den här tiden började dock England att öka sin mässingsproduktion och Sveriges export avtog. Stora nordiska kriget satte även käppar i hjulen för exportmöjligheterna. 
Skulderna ökade och 1704 begärde fordringsägare utmätning av hans ägande i Norrköpings, Nacka och Gusums mässingsbruk. 5 maj 1705 gick det så långt att Riksbanken lät arrestera Abel Reenstierna och försegla hans kontor med tillgängliga papper för att kunna försäkra sig om återbetalning av sina lån. Han lät då begära sig i konkurs. 1707 förklarade Svea hovrätt att han inte kunde ges ansvarsfrihet. 1711 dömdes han till fängelse och arbete på obestämd tid, trots att han då redan suttit i gäldstugan sedan 1705. 1713 benådades han dock av kungen.

### Familj
Reenstierna var gift med Anna Björn (1688–1767), dotter till fänriken Nils Björn. De fick tillsammans barnen Abel 
Reenstierna (1709–1710), advokatfiskalen Isak Reenstierna (1712–1743) i kammarrevisionen, Elisabet Charlotta Reenstierna (1714–1790) som var gift med kaptenen Lars Henrik Hästesko-Fortuna och Magdalena Reenstierna (1717–1744) som var gift med inspektorn Samuel Samuelsson Ziervogel i Stockholm.